# Szara woda

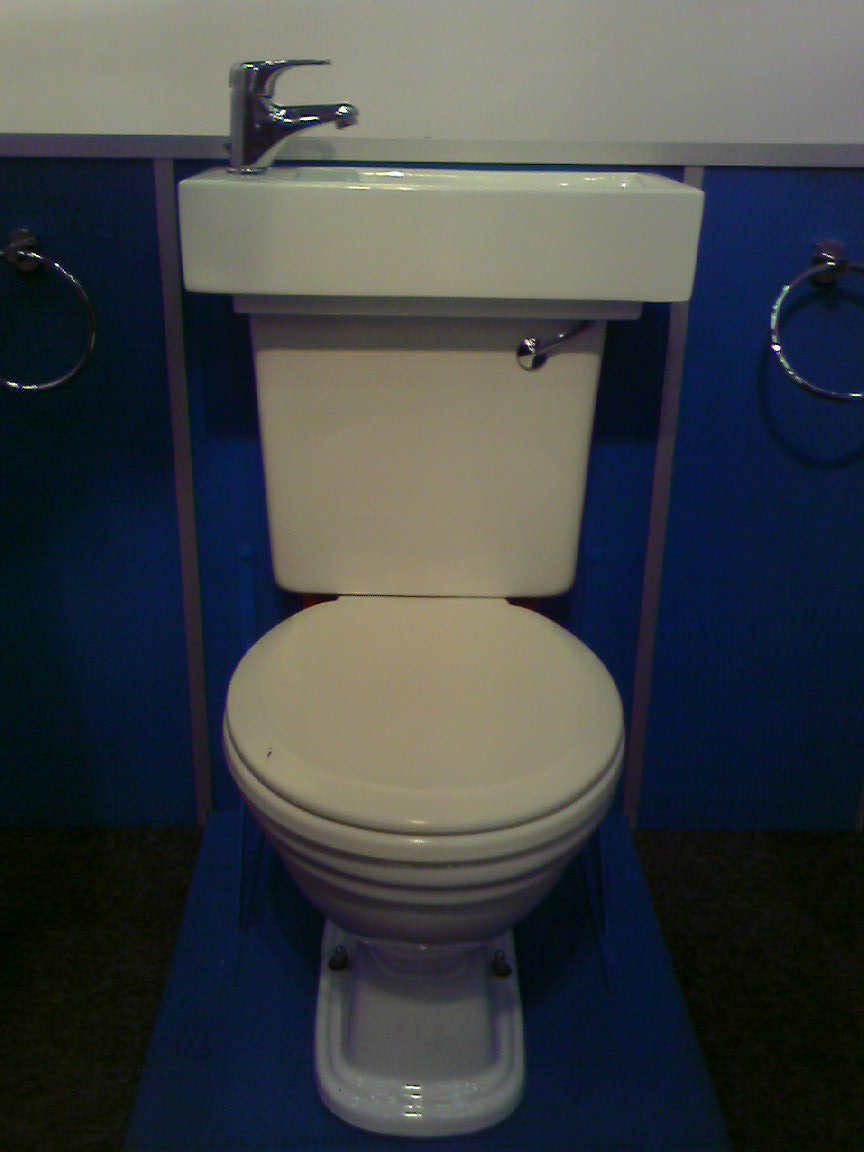
Przykład odzyskiwania wody z umywalki do napełniania zbiornika toalety

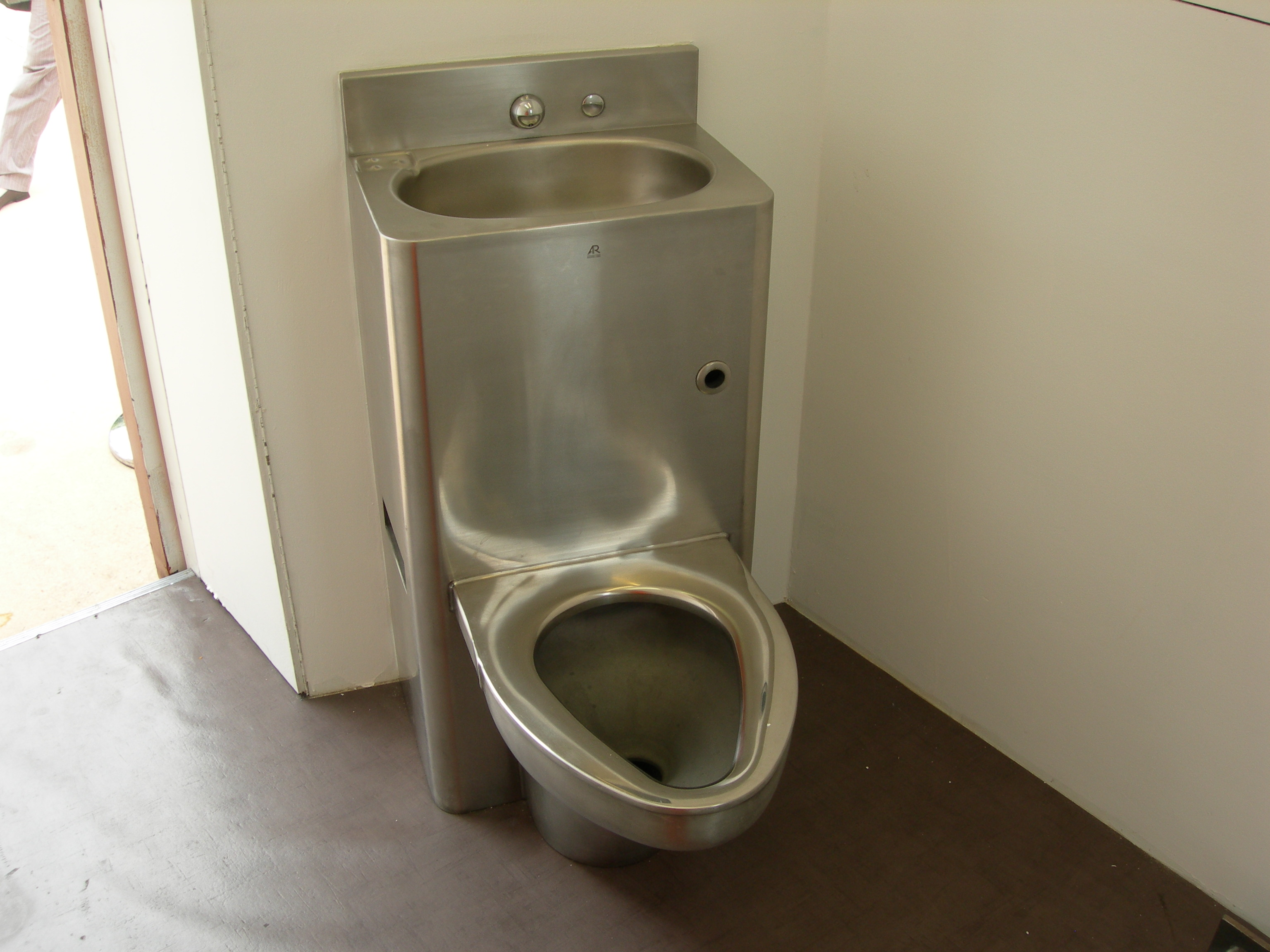
Przykład odzyskiwania wody z umywalki do spłukiwania toalety w obozie Guantanamo

Szara woda (ścieki szare) – woda wolna od fekaliów (w myśl definicji zawartej w Europejskiej Normie 12056-1). W praktyce jest to nieprzemysłowa woda ściekowa wytwarzana w czasie procesów domowych, takich jak mycie naczyń, kąpiel bądź pranie, nadająca się w ograniczonym zakresie do powtórnego wykorzystania. W tradycyjnym gospodarstwie domowym 50–80% wody ściekowej może być wykorzystana jako szara woda. Do wykorzystania nadaje się niemal cała woda, jakiej używa się w domu, z wyjątkiem wody po spłukaniu toalet. Szara woda znacznie różni się od wody powstałej po spłukaniu ubikacji zarówno ilością, jak i różnorodnością zawartych w niej chemikaliów i bakterii (od odchodów po toksyczne środki chemiczne). Szara woda zawdzięcza swą nazwę mętnemu wyglądowi oraz statusowi, który nie kwalifikuje jej jako wody czystej pitnej ani też jako wody silnie skażonej. Zgodnie z powyższą definicją, jeśli szara woda zawiera znaczące ilości odpadów kuchennych czy też silne środki chemiczne, należy ją zakwalifikować jako ściek.
W XX wieku w związku z kurczącymi się rezerwami wody gruntowej oraz przeładowanymi kosztownymi systemami uzdatniania wody zrodziło się zainteresowanie ponownym używaniem i odzyskiwaniem części zużywanej wody zarówno w domu, jak i komercyjnie. Przykładem obiektów, gdzie standardowo używa się szarej wody, są budynki autonomiczne.
Ze względu na obawy co do potencjalnych zagrożeń zdrowotnych czy środowiskowych, wiele prawodawstw wymaga tak intensywnej przeróbki szarej wody w celu jej legalnego przetworzenia na wodę czystą, że koszt odzysku jest wyższy niż koszt pozyskania czystej wody.
Pomimo tych przeszkód szara woda jest częstokroć stosowana do podlewania i nawadniania ogrodów – legalnie, a czasem i nielegalnie. W strefach klimatycznych narażonych na suszę, gdzie stosowane są zakazy używania wody pitnej do podlewania czy mycia aut, jest ona stosowana często.
Przykładem kraju o takim klimacie jest Australia, gdzie rząd ze względu na suszę wprowadził regulacje prawne umożliwiające stosowanie szarej wody, i gdzie są dostępne w sprzedaży systemy do rozsączania szarej wody, posiadające certyfikację w tym zakresie.
W krajach trzeciego świata używanie szarej wody jest powszechne, pomimo braku regulacji prawnych w tym zakresie.

## Usuwanie szarej wody
Wypływająca z domostw woda delikatnie zanieczyszczona mydlinami jest w tradycyjnej kanalizacji mieszana z odchodami i odprowadzana wspólnym systemem kanalizacyjnym. W ten sposób przetwarza się całość ścieku tak, by usunąć ryzyko chorób i zanieczyszczenia środowiska, zanim woda zostanie z powrotem wprowadzona do obiegu wód powierzchniowych. Pomimo przetwarzania i czyszczenia woda ta wprowadzona bezpośrednio do rzek i mórz ma dużo mniejsze możliwości oczyszczenia się niż w sytuacji przepuszczenia jej przez glebę, mającą większą zdolność oczyszczania. Należy przy tym zaznaczyć, że wpuszczana w ziemię szara woda nie jest wymieszana z ekskrementami, tak jak to jest w przypadku standardowej kanalizacji.
Instalacji szarej wody towarzyszy zazwyczaj instalacja toalety kompostującej, która usuwa patogeny ze ścieku bez wielkich kosztów transportu i przetwarzania, jednocześnie rugując potrzebę odprowadzania ścieków, czyli budowy sieci kanalizacyjnej czy też szamba.
Z punktu ochrony środowiska wpuszczenie wody z mydlinami w ziemię jest mniej szkodliwe niż wpuszczenie przetworzonych ścieków do wód powierzchniowych.
W USA obrońcy tej tezy zaznaczają, że nie zanotowano dotychczas ani jednego przypadku zachorowania związanego z odprowadzaniem czy obchodzeniem się z szarą wodą.
Alternatywą usuwania szarej wody jest używanie jej do podlewania roślin w ogrodzie. Rośliny używają substancji odżywczych zawartych w znajdujących się w szarej wodzie resztkach pożywienia (w przypadku zlewu kuchennego) i innych występujących w niej składników (słabych detergentów zmiękczających wodę), zwiększając swój wzrost.

## Uzdatnianie szarej wody
Szara woda jest dużo łatwiejsza do uzdatniania od ścieków ze względu na jej mniejsze zanieczyszczenie. Jakkolwiek zupełnie nieoczyszczona szara woda stanowić może zagrożenie dla zdrowia, ponieważ zawiera te same rodzaje bakterii co ścieki, jednak w dużo mniejszej ilości.
Szara woda zawiera mikroorganizmy adekwatnie do źródła jej pochodzenia, stąd szara woda pochodząca z domu jednorodzinnego powinna być traktowana inaczej niż woda z budynku wielorodzinnego. W budynku jednorodzinnym mieszkańcy są stale poddani działaniu bakterii współmieszkańców. Szara woda z budynku wielorodzinnego naraża ludzi mających z nią kontakt na działanie bakterii i mikroorganizmów pochodzących od szerszego grona ludzi, zwiększając tym samym ryzyko przenoszenia chorób między mieszkańcami.
Jeśli wykona się osobny system kanalizacyjny dla szarej wody, odrębny od toalet, to szara woda może być przetworzona bezpośrednio w domu lub ogrodzie. Należy jej użyć natychmiast, a gdy chcemy ją gromadzić, jest to dopuszczalne jedynie po uprzednim oczyszczeniu. Woda z odzysku tego rodzaju nigdy nie jest zdatna do spożycia, ale jej kilkukrotna filtracja oraz przerobienie jej przez mikroorganizmy, które wchłaniają substancje odżywcze i natleniają ją, sprawia, że może być używana do prania bądź spłukiwania tradycyjnych toalet. Względnie czysta szara woda może być odprowadzona wężem do ogrodu lub na wykonane wcześniej pole filtracyjne, gdzie zostanie poddana działaniu roślin oczyszczających wodę. Jako że szara woda zawiera resztki substancji odżywczych i patogenów i jest wylewana jako ciepła, nie należy jej przechowywać niefiltrowanej, tylko rozprowadzać bezpośrednio po ogrodzie.
Dość powszechnym w Polsce przykładem zalegalizowanego rozsączenia przetworzonej przez mikroorganizmy wody jest sieć rozsączająca z przydomowej oczyszczalni ścieków. Zaznaczyć tu należy, że jest to przetworzony ściek, który ma dużo większą koncentrację patogenów niż szara woda, a który jest dopuszczony prawnie do rozsączania w ogrodzie.

## Systemy kanalizacji z rozdzielaniem szarej wody
Najprostszym systemem do odzysku szarej wody jest skierowanie jej bezpośrednio do ogrodu. Regulacje prawne dopuszczające takie rozwiązanie różnią się od siebie w poszczególnych krajach, ale najczęstszymi wskazówkami dotyczącymi jej używania są:
- nieprzechowywanie wody nieoczyszczonej powyżej 24 godzin;
- upewnienie się, że nie tworzy sadzawek;
- rozsączenie po ogrodzie systemem nawadniania podpowierzchniowego;
- nierozpylanie jej zraszaczami.

System do odzysku szarej wody można zaprojektować dla nowo budowanego domu, jak i wykonać w już istniejącym obiekcie.
Szara woda z prysznica lub wanny jest bardzo dobrym źródłem wody dla ogrodu. Zawartość rozpuszczonego mydła działa na rośliny jak środek nawilżający. Odprowadzając do ogrodu wodę z pralni, powinno się zwrócić uwagę na to, by stosowane detergenty miały możliwie niski poziom zawartości fosforanów i soli, a także, aby ich pH było możliwie zbliżone do neutralnego.
Ważne jest również, by w momencie używania mocnych środków chemicznych wodę skierować do ścieku a nie do ogrodu, ponieważ gdy tego się nie uczyni, agresywne chemikalia uszkodzą rośliny.

## Odzyskiwanie szarej wody z oczyszczaniem
Systemy filtracji szarej wody mogą być wykonane jako uzdatniające ją do picia lub wstępnie czyszczące.
Składają się one zazwyczaj z naturalnych biologicznych założeń:
- czyszczenia mechanicznego (filtracja przez złoże piasku lub napromieniowanie światłem UV);
- czyszczenia biologicznego – organizmy roślinne oczyszczają wodę w odstojnikach roślinnych lub sztucznych bagnach i systemach kompaktowych, takich jak biorotory (biofiltry aerobowe i anaerobowe, zbiorniki napowietrzane itp.).

## Odzyskiwanie szarej wody w mieszkaniu
Współcześnie większość prawodawstw dopuszcza użycie szarej wody do spłukiwania toalet. Są też gotowe sprzedawane komercyjnie systemy tego typu, pozwalające zaoszczędzić do 30% zużywanej wody (podobnie jak toaleta kompostująca, eliminując cały nakład wody służący do odprowadzenia odchodów z toalet). Zaletą tego systemu w stosunku do toalety kompostującej jest możliwość zainstalowania go w istniejącym mieszkaniu bez konieczności wykonywania kompostownika w pomieszczeniu położonym niżej, niemniej w dalszym ciągu odprowadza się ścieki wymagające transportu siecią kanalizacyjną oraz chemicznego przetworzenia.

## Odzysk ciepła

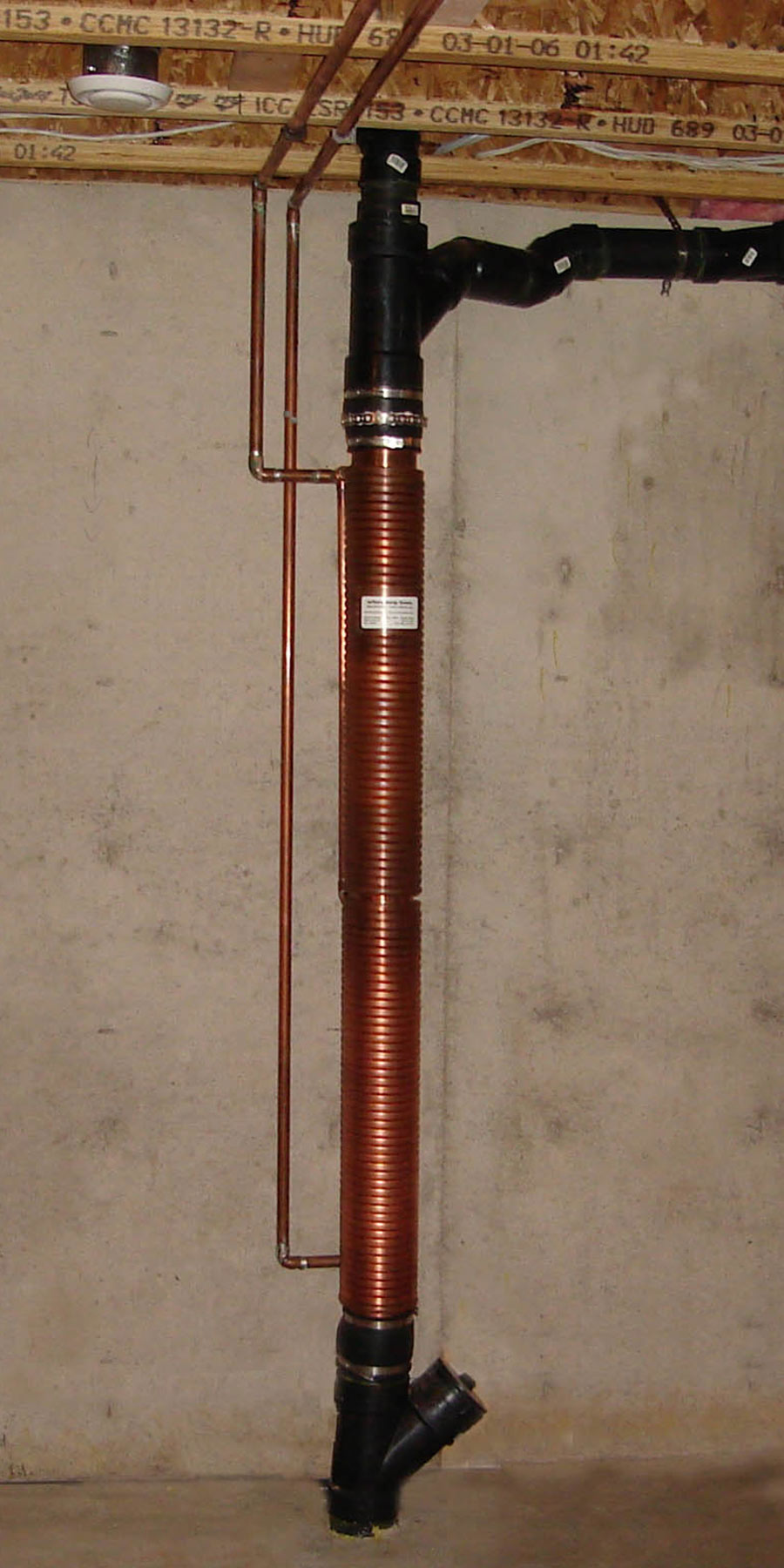
Odzysk ciepła z odpływu kanalizacji

Dostępne są urządzenia do odzysku ciepła ze zużytej wody. Konstrukcja ich polega na wykonaniu przeciwprądowego wymiennika ciepła w miejscu wpływu zimnej wody do zasobnika ciepłej wody. Nośnikiem ciepła jest wówczas ciepła woda wypływająca z kranu, zmywarki lub pralki. Dzięki takiemu rozwiązaniu woda wpływająca do systemu grzewczego jest wstępnie podgrzana. Producenci mówią o odzyskach ciepła rzędu 60%.
Technologia odzysku ciepła z odpływu kanalizacji w Kanadzie jest ustawowo uznawana przez rząd jako korzystna dla środowiska; tamtejszy program rządowy ecoENERGY oferuje rekompensaty za wykonanie takiej instalacji w budynku. Szacuje się, że zwrot takiej inwestycji następuje w ciągu maksymalnie 10 lat.

## Korzyści z używania szarej wody
- mniejszy pobór wody pitnej z rzek i innych zbiorników wodnych;
- mniejszy wpływ na środowisko ze względu na brak konieczności budowy sieci kanalizacyjnej i oczyszczalni ścieków (przy integracji systemu szarej wody z toaletą kompostującą);
- zmniejszenie potrzebnego ciśnienia w sieci wodociągowej ze względu na mniejszy pobór wody;
- nawożenie gleby;
- mniejsze zużycie energii i chemikaliów w porównaniu z tradycyjnym oczyszczaniem wody;
- odbudowanie się poziomu wód gruntowych;
- zwiększony wzrost roślinności;
- odzyskanie składników nawożących, które w systemie tradycyjnym byłyby kierowane do oczyszczalni.